# Ширинова, Марал Ибрагим кызы
Марал Ибрагим кызы Ширинова (азерб. Maral İbrahim qızı Şirinova; 1 января 1930, Кортала, Закатальский уезд — ?) — советский азербайджанский табаковод и педагог, Герой Социалистического Труда (1949).

## Биография
Родилась 1 января 1930 года в селе Кортала Закатальского уезда Азербайджанской ССР (ныне село в Белоканском районе).
В 1945—1950 годах — звеньевая колхоза «Коммунизм» Белоканского района. В 1948 году получила урожай табака сорта «Трапезонд» 25,2 центнера с гектара на площади 3 гектара.
Указом Президиума Верховного Совета СССР от 1 июля 1949 года за получение в 1948 году высоких урожаев табака Шириновой Марал Ибрагим кызы присвоено звание Героя Социалистического Труда с вручением ордена Ленина и золотой медали «Серп и Молот».
Окончила Шекинский педагогический техникум (1952). С 1952 года — учитель в средней школе. Активно участвовала в общественной жизни Азербайджана. Член КПСС с 1967 года. Делегат Всесоюзного съезда учителей 1968 и 1978 годов.
С 2002 года — президентский пенсионер.